# Jaguar Type-S (1963)
Ne doit pas être confondu avec Jaguar S-Type.
La Jaguar Type-S est une voiture berline produite par Jaguar Cars au Royaume-Uni, de 1963 à 1968. Annoncée le 30 septembre 1963 c'était un développement technique plus sophistiqué que la Mark 2, offrant aux acheteurs une plus luxueuse alternative sans la taille et les dépenses de la Mark X. La Type-S était vendue aux côtés de la Mark 2, ainsi que de la Jaguar 420 après sa sortie en 1966.

## Histoire
La Jaguar Mark 2 fut introduite en 1959 et vendue dans les années 1960. Elle avait un essieu arrière rigide et était alimentée par le moteur XK à six cylindres initialement utilisé dans la Jaguar XK120 de 1948. Elle était disponible avec des moteurs de 2,4, 3,4 et 3,8 litres de cylindrée.
En 1961, Jaguar lança deux nouveaux modèles avec la version à triple carburateur SU du moteur XK de 3,8 litres: la berline Mark X et la voiture de sport Jaguar Type E. Les deux voitures utilisaient des versions de la nouvelle suspension arrière indépendante Jaguar, la Mark X ayant une voie de 1,50 m et la Type-E de 1,30 m.
Après avoir sorti la Mark X avec ses nombreux raffinements techniques, le patron de Jaguar Sir William Lyons prévoyait que la Mark 2 aurait besoin d'une mise à jour avec des caractéristiques similaires pour conserver sa place dans le marché. On travailla donc au développement de la Type-S (nom de code "Utah Mk III", la Mark 2 ayant été "Utah Mk II") dès que le travail fut terminé sur la Mark X.
La Type-S est un réaménagement majeur de la Mark 2. Elle utilise une version réduite de la suspension arrière indépendante de la Mark X pour remplacer le pont arrière rigide de la Mark 2 et a un arrière plus long, entre autres changements de style et d'intérieur. La Type-S est disponible avec les moteurs XK de 3,4 ou de 3,8 litres, mais uniquement dans les versions à double carburateur, le moteur à triple carburateur n'entrant pas dans ce qui était essentiellement encore le compartiment moteur de la Mark 2.
Au moment où la Type-S est présentée en 1963, la Mark 2 est une valeur forte et inattendue des ventes, en dépit de son âge. Bien que la Mark X se vendit moins bien que prévu, en particulier aux États-Unis, Sir William décida de conserver les trois modèles de la gamme Jaguar en parallèle. La Mark X est renommée "420G" en 1966 et est rejointe par un autre nouveau modèle, la 420 de 4,2 litres. La 420 fut développée pour remplacer la Type-S, mais parce qu'une certaine demande restait pour la Type-S, les quatre berlines (Mark 2, Type-S, 420 et 420G) restèrent en vente jusqu'à l'arrivée de la Jaguar XJ6 en 1968. La XJ6 les remplaça toutes, sauf la 420G qui resta dans la gamme Jaguar.

## Développement

### Moteurs
Aucun nouveau moteur ne fut développé pour la Type-S. Elle fut lancée avec la variante double-carburateur SU-HD-8 du moteur XK de 3,8 litres, celui qui propulsa la 3,8 litres Mark 2. Ce fut le seul moteur proposé pour la Type-S vendue sur le marché américain.
La moins puissante Type-S de 3,4 litres utilise le même moteur de 3,4 litres que la Mark 2. La voiture fut lancée quelques mois après la 3.8S et ne fut pas mise à disposition de la presse au Royaume-Uni. Alors que la version 3,4 litres resta la plus populaire pour la Mark 2, la Type-S 3,8 litres se vendit moitié mieux que la 3,4 S, et ce malgré le fait que la 3.8 S fut interrompue à la mi-1968, deux mois avant la 3.4 S.

### Mécanique
En dépit du gain de poids de la Type-S de 152 kg par rapport à la Mark 2, aucun changement n'a été jugé nécessaire au système de freinage Dunlop à disques aux quatre roues.
Des changements majeurs furent apportés au système de direction de la Type-S. La direction assistée Burman de la Mark 2, avec ses 4,3 tours de butée à butée, a été jugé trop démultipliée et manquant de sensations de la route. Dans la Type-S, il est remplacé par une plus grosse unité Burman de 3,5 tours de butée à butée, qui liait l'arbre d'entrée et la valve hydraulique par un ressort de torsion pour améliorer son "ressenti".
Le chauffage et la ventilation de la Mark 2 n'a pas été considéré comme suffisant pour la Type-S, plus haut de gamme, et fut remplacé par un système amélioré. Des contrôles séparés de la direction de la ventilation sont installés pour le conducteur et le passager avant. L'air chaud peut aussi être dirigé vers l'arrière grâce à une arrivée située sur la couverture de l'arbre entre les deux sièges avant.

### Suspension
Un élément clé de la Mark X que Jaguar a voulu inclure dans la Type-S est la très sophistiquée et largement acclamée suspension arrière indépendante Jaguar. La suspension fut une révélation à son introduction, et est restée une référence par rapport à laquelle les autres sont jugés jusque dans les années 1980. Essentiellement une double triangulation, elle utilise l'arbre de transmission comme triangle supérieur. Elle porte les unités de propulsion, de freinage, de suspension et d'amortissement en un seul pont transversal en acier, qui est isolé de la coque par des blocs de caoutchouc. Installer cette suspension dans la Type-S a nécessité le développement de nouveau transversaux adaptés à sa voie plus étroite de dix centimètres, située entre la Mark X et la Type-E.
La Type-S utilisait la même suspension avant à double triangulation et ressorts hélicoïdaux que la Mark 2.

### Style

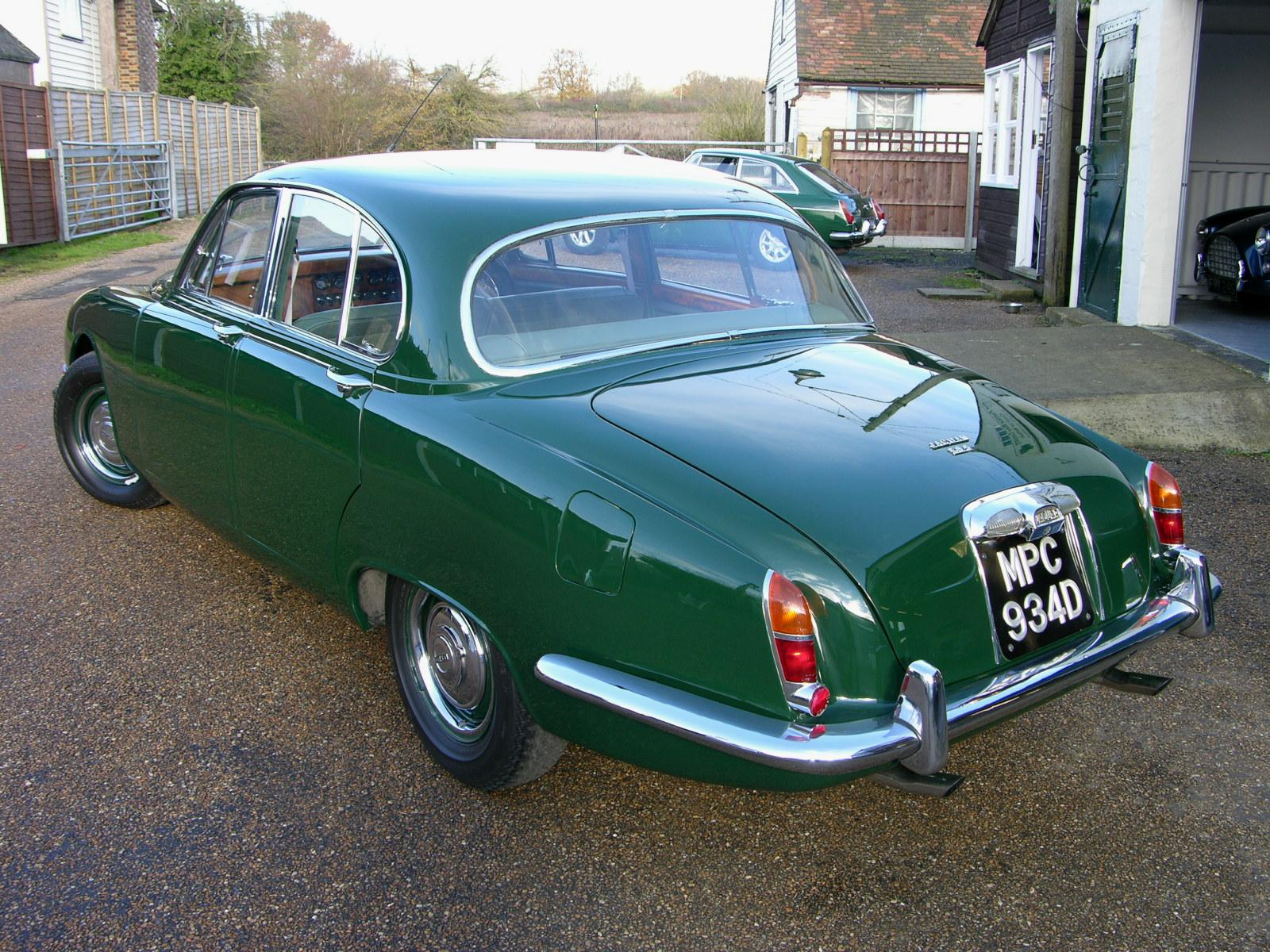
Vue 3/4 arrière de la Jaguar Type-S de 3,8 Litres de 1966

Sir William a voulu introduire certaines lignes plus lisses et plus nettes de la Mark X dans la Type-S, mais avec peu de temps et d'argent disponibles, la plus grande partie des efforts se concentre sur la refonte de la carrosserie arrière, qui a été allongée, un peu comme la Mark X, ce qui lui donnait un coffre bien plus grand que sur la Mark 2. Quelques modifications mineures ont été apportées au style frontal de la voiture pour tenter d'équilibrer le style plus allongé de l'arrière, mais l'aspect global de l'avant était encore très arrondi. La seule modification apportée à la section centrale a été d'aplatir et de prolonger la ligne de toit arrière, ce qui donne l'impression que la voiture est plus grosse et contribue à donner aux passagers arrière légèrement plus d'espace à la tête.
Le style de la Type-S a été considéré par beaucoup de ceux qui ont travaillé dessus comme n'étant pas complètement réussi. L'inadéquation entre les lignes horizontales de l'arrière et l'avant arrondi est moins flatteur lorsqu'on regarde la voiture de trois quarts avant. Cyril Crouch, Ingénieur Chef Adjoint du département carrosserie à Browns Lane au cours du développement de la Type-S, disait : « Nous avons nous-même jugé que cette voiture était vilaine, et quand elle fut commercialisée, on s'est vraiment demandé si c'était bien là ce qu'on pouvait faire de mieux! Des gens comme moi aurions dû recevoir du bâton pour avoir produit une telle abomination! Peut-être que je ne devrais pas l'appeler comme ça, mais je pense que tout le monde était très heureux de voir la fin de la S et de passer à la 420. La S avait un aspect incohérent. »
Les ventes raisonnables de la Type-S avant la sortie de la Jaguar 420 suggèrent que tout le monde n'était pas aussi offensé par son style que M. Crouch. Néanmoins, la 420 "termina le travail" de style en ajoutant à la voiture un avant plus carré, à quatre phares, ressemblant à celui de la Mark X.
Parmi les importants changements de style entre la Mark II et la Type-S, furent: l'arrière a été étendu, avec des caractéristiques de style similaire à la Mark X, mais réduites; les guêtres de roues arrière de la Mark 2 ont été supprimés et les garde-boue arrière remodelés et présentés plus bas sur les roues; de nouveaux pare-chocs slimline ont été utilisés à l'avant et à l'arrière, le pare-chocs avant plongeant pour révéler toute la profondeur de la grille du radiateur; des indicateurs de direction aux angles et des feux de position bas furent ajoutés au bas des ailes avant; les antibrouillards sont enfoncés plus profondément dans l'aile avant; la calandre a un cadre épais et une barre centrale; les phares ont un petit pic, rendant la voiture plus longue et d'une certaine façon, équilibrant la queue plus longue; la ligne de toit est abaissée, plus plate et légèrement étendue vers l'arrière; et la lunette arrière est plus grande et plus droite.

### Carrosserie
En partant de la carrosserie monocoque de la Mark 2, les ingénieurs Jaguar ont dû la modifier pour accueillir la suspension arrière indépendante plus grande et plus lourde, et pour étendre la carrosserie arrière. Les changements structurels à l'avant ont été minimes et aucune modification n'a été effectuée à la structure intérieure, du pare-brise ou du tableau de bord.
Parmi les importantes différences structurelles entre la Mark 2 et la Type-S on trouve: la ligne de toit redessinée entraîne que le pilier B soit d'environ 25 mm plus bas; l'ouverture plus grande et plus verticale de la lunette arrière; les rails de renforcement du bas de caisse de la Mark 2 ont été étendus à l'arrière de la voiture et comprennent en remontant l'espace pour l'assemblage de la suspension arrière; le plancher de coffre est à double paroi et côtelé pour plus de solidité; la roue de secours a été déplacée et est centralisée dans le plancher de coffre (elle était à droite sur la Mark 2); le couvercle du nouveau coffre est fermé par deux verrous au lieu d'un seul sur la Mark 2; le réservoir de carburant de 55 litres a été retiré de sous le plancher de coffre et remplacé par deux réservoirs de 32 litres, un dans chaque aile arrière; de nouvelles ailes avant portent les changements énumérés ci-dessus; de nouveaux points de fixation sont faits pour les nouvelles ailes et pare-chocs; et de nouvelles arches de roues sont faites pour correspondre aux nouvelles structures.

### Intérieur
L'intérieur de la Type-S reflète le style de la Mark X, mais comprend quelques caractéristiques particulières. Les changements de sellerie à l'arrière donnent l'impression de beaucoup plus d'espace qu'à l'arrière d'une Mark 2 et les changements à l'avant font une impression de grand luxe.
Les différences intérieures entre les Mark 2 et Type-S incluent: le tableau de bord de placage de noyer belge de la Mark X a été mis réduit et reçoit un plateau de boissons rétractable en placage de noyer sous la section centrale, le placage étendu pour inclure la zone centrale du tableau de bord, qui, dans la Mark 2 était recouverte de vinyle noir; une étagère de pleine largeur est montée sous le tableau de bord, de nouveaux contrôles sont s'adaptent à l'amélioration du système de chauffage et de ventilation; les sièges avant ont été élargis pour donner l'apparence d'occuper presque toute la largeur, et chacun a un accoudoir intérieur; la console centrale a été redessinée pour correspondre aux sièges avant plus larges et permettre l'arrivée du chauffage à l'arrière; les garnitures de portes ont des cannelures horizontales; des accoudoirs de type Mark X ont été ajoutés aux portes avant, avec une poche de cartes élastique; les portes arrière ont reçu de nouveaux accoudoirs avec un cendrier à couvercle et une poche à magazines; les sièges avant ont un nouveau mécanisme d'ajustement qui soulève l'arrière de l'assise lorsque le siège est avancé; le dos des sièges avant est plus mince au profit de la place pour les jambes des passagers arrière; l'assise arrière a une épaisseur de dilatation de 50 mm et son dossier est plus fortement incliné, élargissant encore la place réservée à la tête déjà améliorée par le toit légèrement plus haut. Ces changements ont toutefois placé les jambes des grands passagers de la banquette arrière dans une posture à genoux haut assez inconfortable.

Interieur d'une voiture de 1966
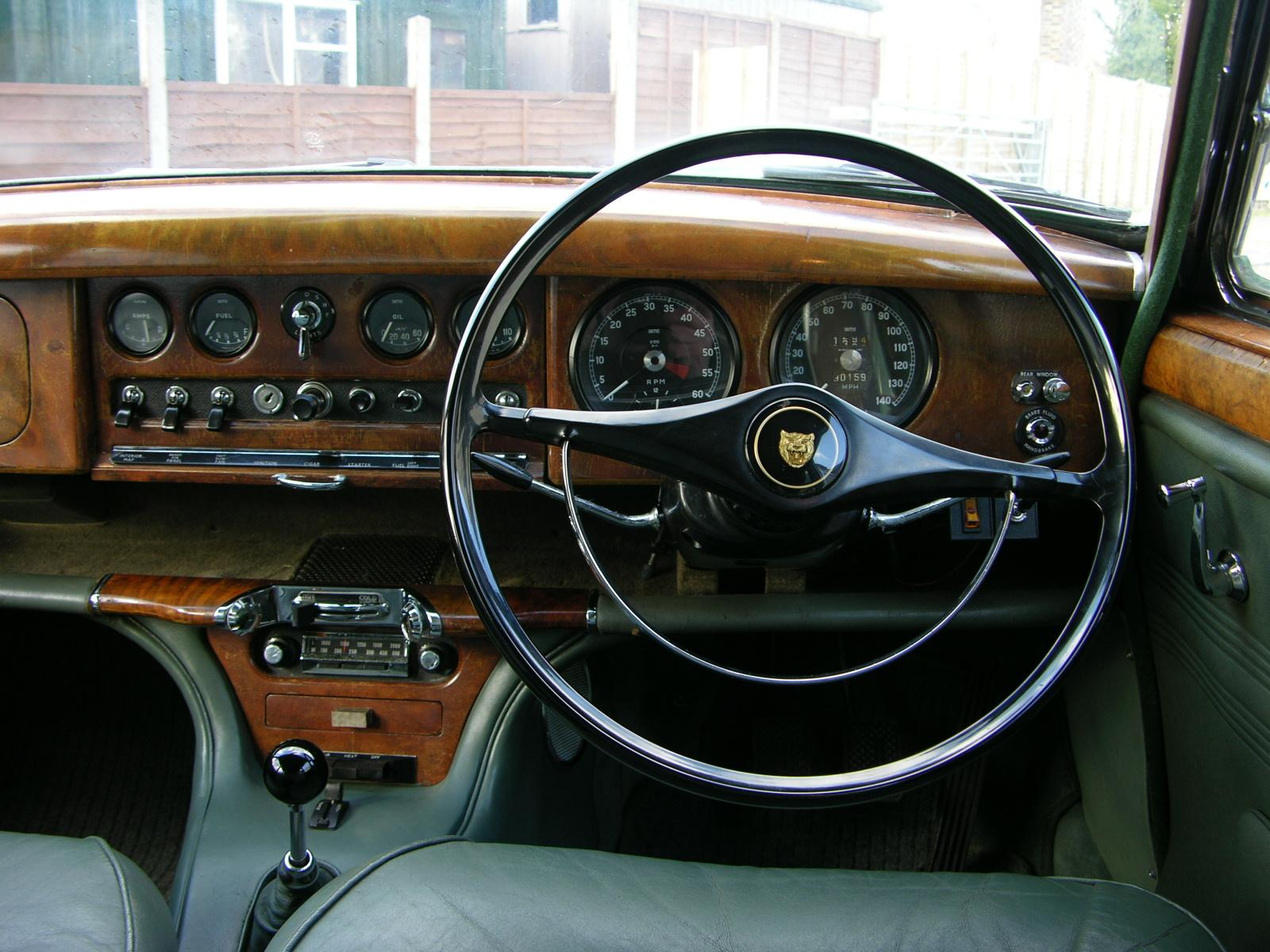
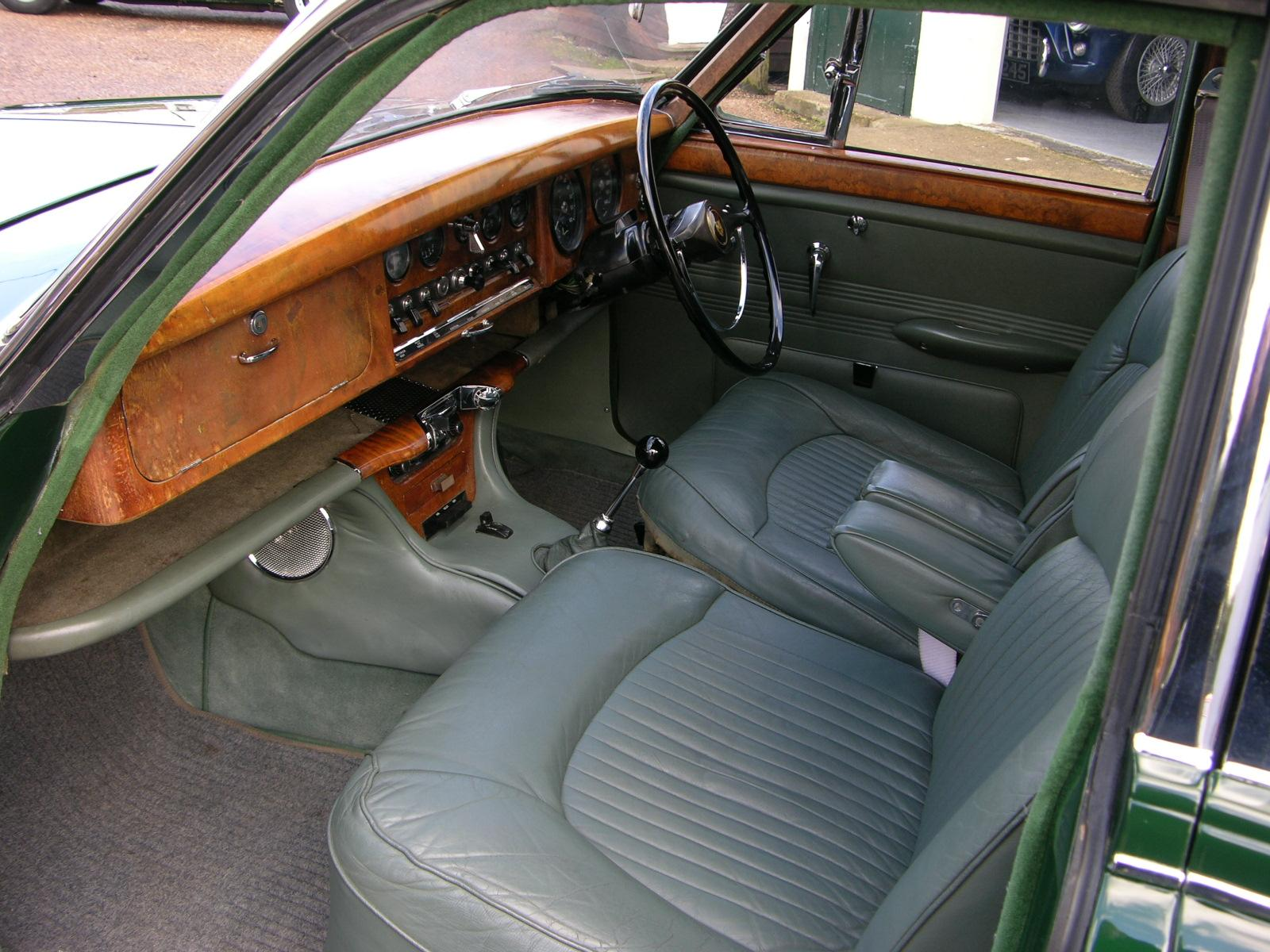
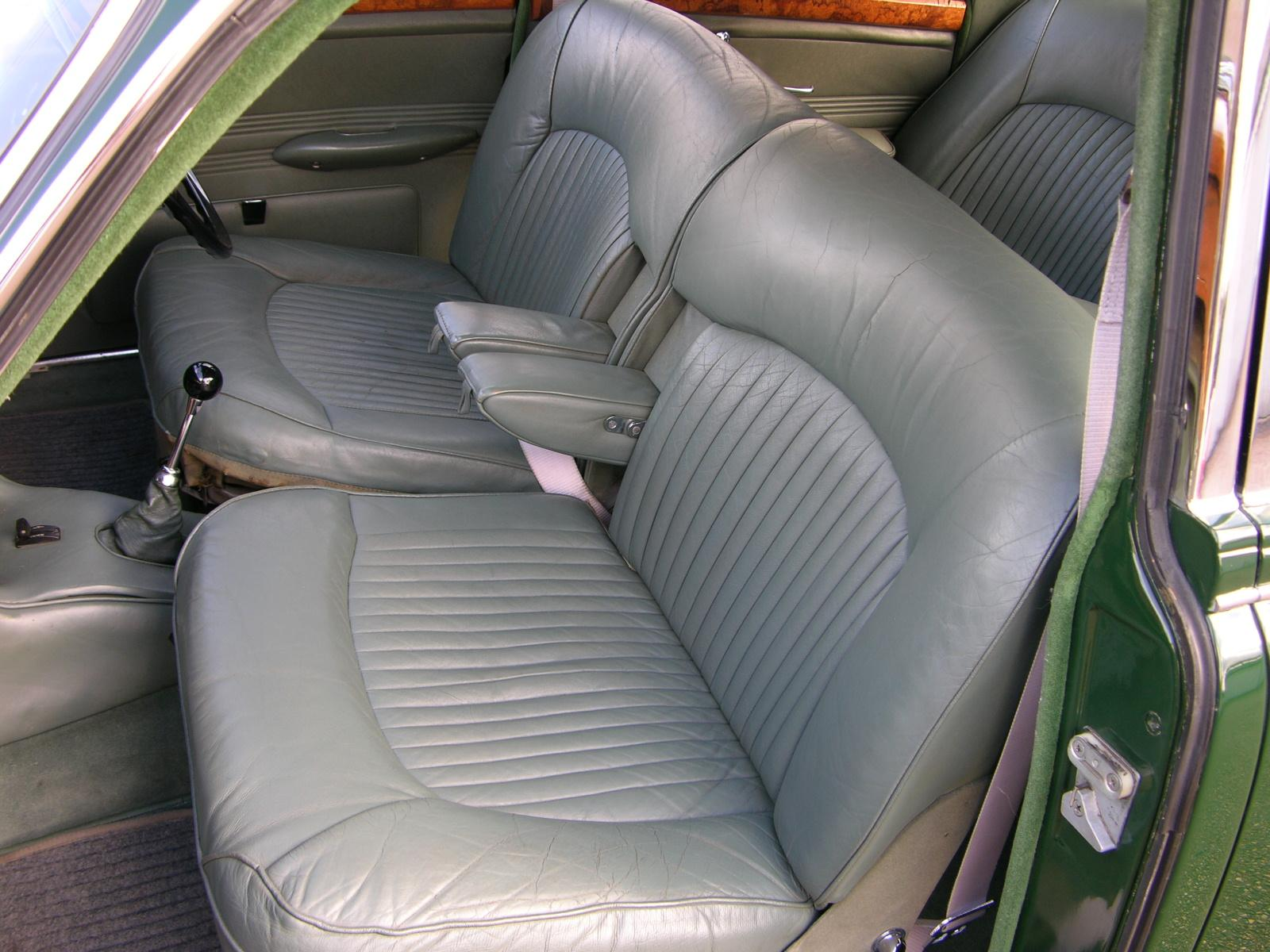
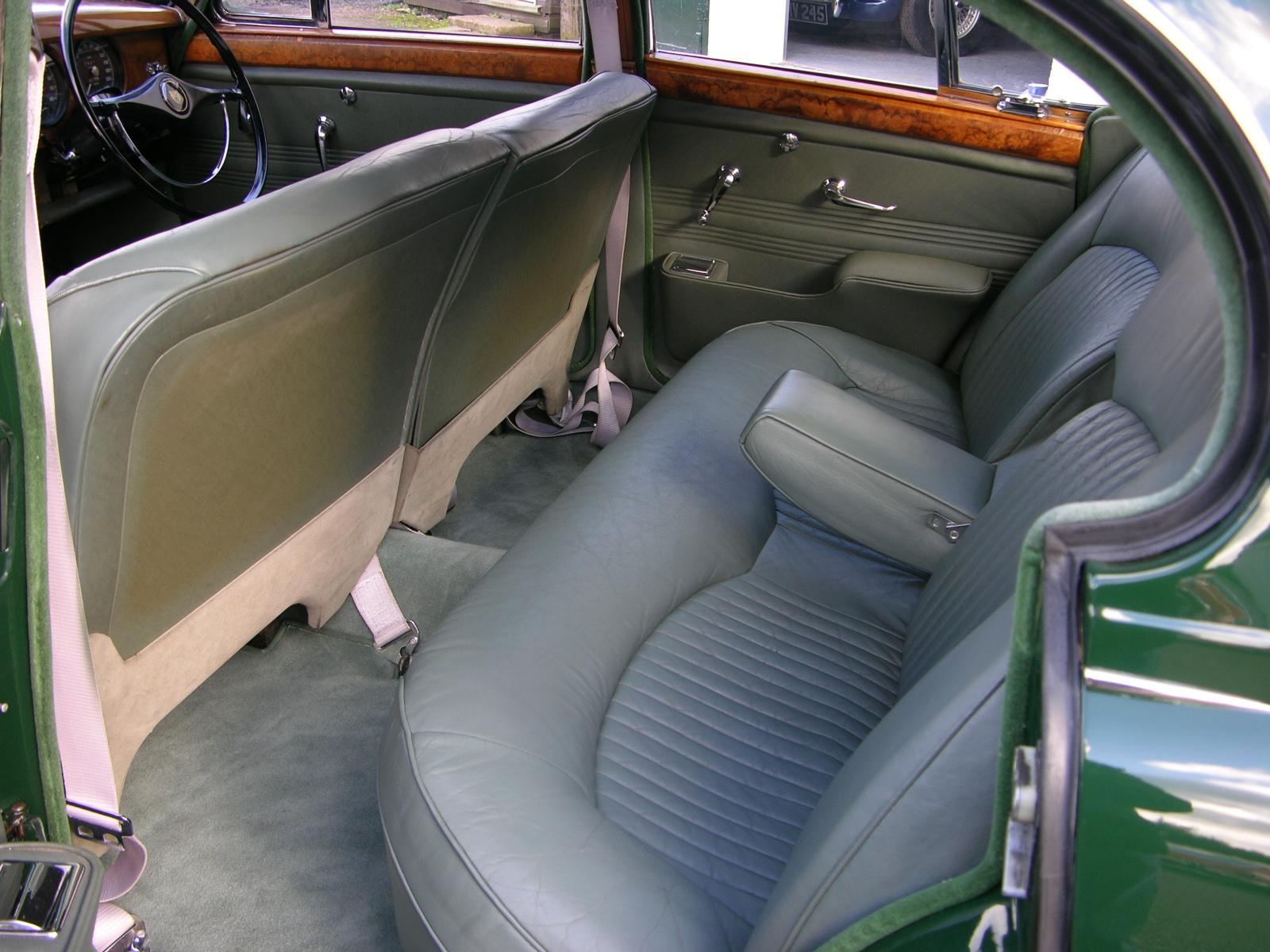
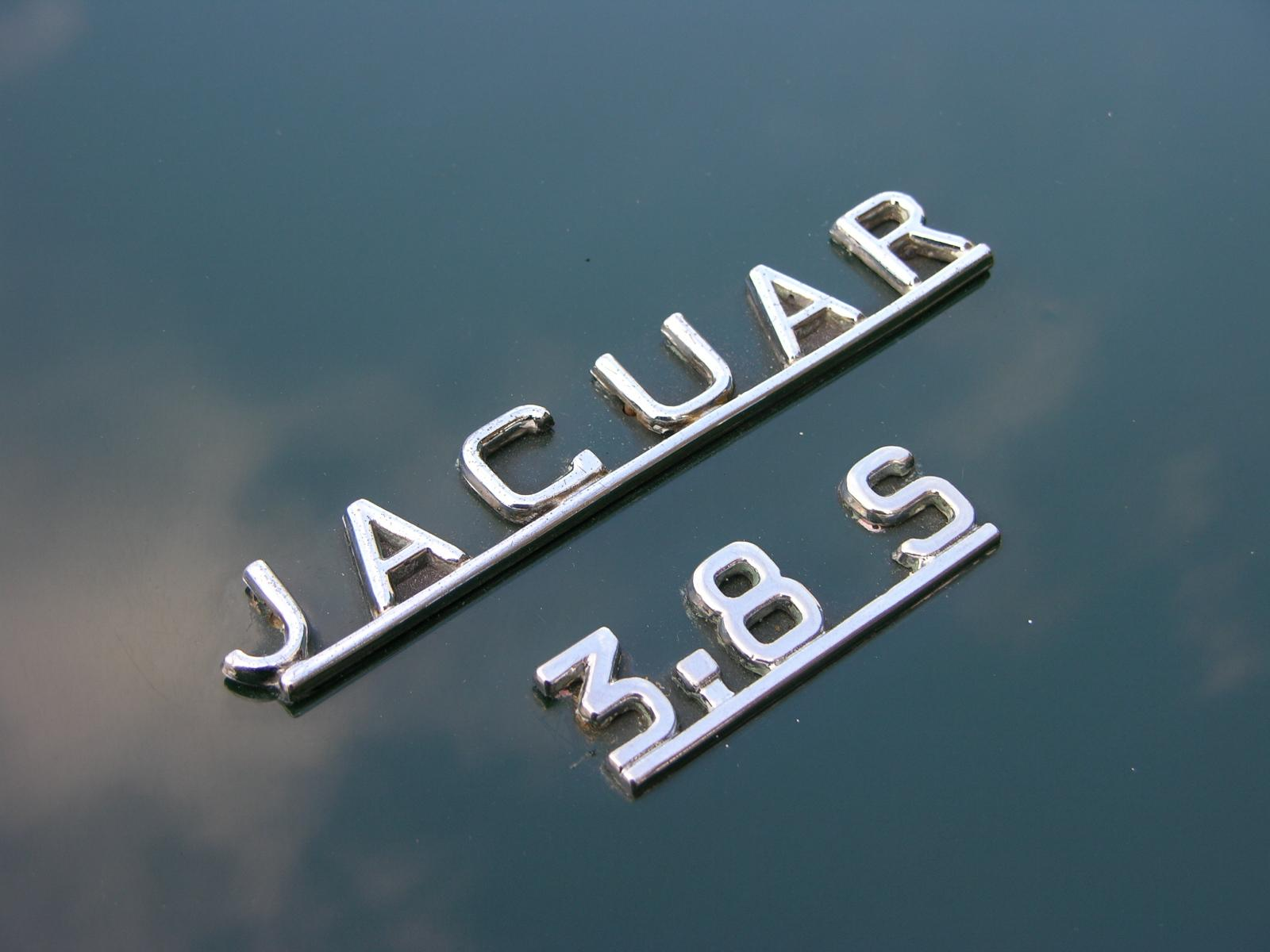

## Performances
Un essai routier contemporain réalisé par le magazine Autosport, décrivait typiquement les performances "sur papier" de la Type-S de 3,8 litres comme étant inférieures à celles de la Mark 2 de 3,8 litres, mais ses véritables performances sur le terrain comme étant plus rapides. En dépit de son poids supplémentaire, la suspension arrière indépendante de la Type-S permit de tourner plus vite que la Mark 2, en particulier sur des surfaces inégales. Les autres avantages attribués à la suspension arrière furent une meilleure propulsion et un bien meilleur confort pour les passagers arrière. Certains amateurs se plaignirent de la perte de la "dérive" et notèrent que la Type-S subissait plus de roulis lors de virages à grande vitesse, mais le consensus était que la Type-S fourni des améliorations significatives par rapport à la Mark 2 des points de vue tenue de route, sécurité et confort de conduite.
Car and Driver a conclu son essai d'une S de 3,8 litres avec ces mots: « Elle peut être une voiture familiale pratique, un express d'homme d'affaires, un coupé sport, et une grande routière. Les deux derniers classements sont particulièrement clairs pour toute personne qui passe beaucoup de temps en voiture par temps humide, lorsque la suspension indépendante à pied sûr et les pneus Dunlop RS-5 font de sa maniabilité une révélation absolue. La Type-S représente un grand pas en avant pour ce qui a toujours été une bonne voiture. » Les pneus RS-5 à carcasse diagonale seront bientôt remplacés par de bien meilleurs Dunlop SP41 à carcasse radiale, améliorant encore sensiblement la maniabilité et l'adhérence de la voiture.
Les chiffres des performances enregistrés diffèrent évidemment entre les essayeurs et les options de boîte de vitesses, mais à titre de comparaison, les données contemporaines suivantes sont typiques:
| Modèle                        | De 0 à 97 km/h | Vitesse maximum |
| ----------------------------- | -------------- | --------------- |
| 3,4 Mark 2 automatique        | 10,0 secondes  | 190km/h         |
| 3,4 S manuelle avec overdrive | 13,9 secondes  | 185 km/h        |
| 3,8 S manuelle avec overdrive | 10,3 secondes  | 201 km/h        |
| 3,8 S automatique             | 11,5 secondes  | 187 km/h        |

## Les développements en production
Plusieurs changements importants furent apportés à l'intérieur et à la mécanique de la Type-S durant ses six années de production.
Des différents changements mécaniques destinés à améliorer les performances, la plupart ont été appliqués aux deux 3,4 S et 3,8 S en même temps. Il s'agissait de:
- En juin 1964, les pneus d'origine Dunlop RS5 à structure croisée ont été remplacés par des Dunlop SP41 radiaux, supprimant l'ancienne tendance à crisser dans les virages et reculant les limites de l'adhérence avec une échappée plus progressive à cette limite.
- En octobre 1964, les freins ont un plus grand servo, qui nécessite moins de pression sur la pédale.
- Également en octobre 1964, la boîte quatre vitesses manuelle Moss sans synchronisation sur la première vitesse a été remplacée par la propre boîte à quatre vitesses synchronisées Jaguar. Des démultiplications revues donnent une meilleure accélération et une unité overdrive plus compacte Laycock type-A est installée (lorsque l'option overdrive est spécifiée)
- Un très petit nombre des dernières Type-S construites eurent la direction assistée Marles Varamatic à proportion variable qui était disponible sur les 420 et 420G.

Le seul développement de production à ne pas avoir été partagé par les deux 3,4 S et 3,8 S a été l'option de différentiel à glissement limité Powr-Lok qui a cessé d'être disponible sur la 3,4 S en 1967, avec l'arrivée des révisions des coûts.
En 1966, un interrupteur apparaît au tableau de bord commandant la lunette arrière chauffante, qui était auparavant allumée aussi longtemps que le contact était mis, conduisant à des situations de batteries déchargées.

## Ventes

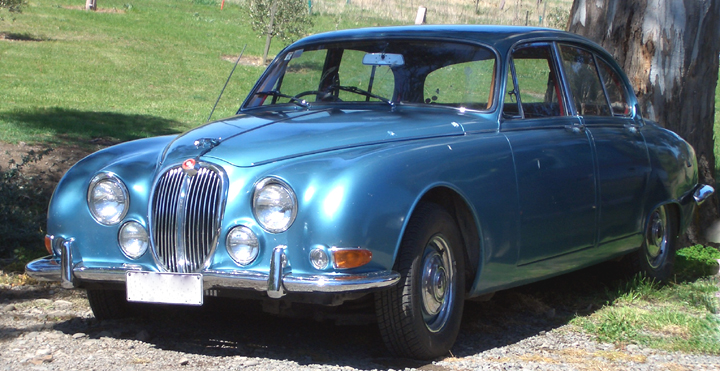
Jaguar 3,4 S en robe bleu argent opalescent d'usine.

Bien que présentée en 1963, seul un petit nombre de Type-S fut produit cette année. La Type-S n'a pas réussi à dépasser les chiffres de production de la Mark 2 avant 1965. Elle a répété l'exploit en 1966, année où la Jaguar 420 et sa partenaire Daimler Sovereign furent introduites. En 1967, les 420/Sovereign dépassent les ventes des Type-S et des Mark 2, malgré une reprise des ventes de la dernière cette année. Les Mark 2 et 420/Sovereign ont facilement dépassé les ventes de la Type-S en 1967 et 1968. Lors de sa dernière année de production, en 1968, les chiffres de ventes tombent en dessous de quatre chiffres. La plus vendue en 1968 était en fait la vénérable Mark 2, les acheteurs potentiels de la Type-S et des 420/Sovereign attendaient déjà la nouvelle Jaguar XJ6.
Introduite fin 1968, la Jaguar XJ6 était légèrement plus grande que la Type-S et les 420/Sovereign, et les a effacées de la gamme Jaguar avec la Mark 2. La 420G continua à être disponible jusqu'en 1970.
| 1963 | 43    |
| 1964 | 7 032 |
| 1965 | 9 741 |
| 1966 | 6 260 |
| 1967 | 1 008 |
| 1968 | 909   |

## Spécifications
| Moteur              | Jaguar 6-cylindres en ligne, bloc en fonte, culasse en alliage |
| Cylindrées          | 3,4 L (3 442 cm3) ou 3,8 L (3 781 cm3) |
| Alésage/Course      | 3,4 L (83 × 106 mm) ou 3,8 L (87 × 106 mm) |
| Soupapes            | DACT, 2 soupapes par cylindre |
| Taux De Compression | 8:1 (7:1 et 9:1 en option) |
| Puissance maximale  | 3,4 L 210 ch à 5 500 tr/min, 3,8 L 220 ch à 5 500 tr/min |
| Couple maximum      | 3,4 L 293 N m à 3 000 tr/min, soit 3,8 L 325 N m à 3 000 tr/min |
| Carburateurs        | Double SU HD6 (1,75") |
| Suspension          | Avant indépendantes, triangles, ressorts hélicoïdaux avec amortisseurs télescopiques et barre anti-roulis Arrière indépendante, triangle inférieur et arbre d'entraînement en haut, doubles ressorts hélicoïdaux avec amortisseurs télescopiques |
| Direction           | À recirculation de billes, vis et écrou; assistance hydraulique en option |
| Freins              | Disques Servo-assistés sur les quatre roues, à l'intérieur, à l'arrière |
| Carrosserie/Châssis | Carrosserie Monocoque avec sous-châssis avant boulonné, berline cinq places, moteur à l'avant, roues motrices à l'arrière |
| Pneus/Roues         | 6.40 x 15 à carcasse diagonale ou 185 x 15 radial, jantes de cinq pouces, roues à disque à cinq goujons, roues à rayons en option |
| Voies               | Avant = 1 403 mm - Arrière = 1 378 mm |